# Андрес Рольдан (1950)
Андрес Фаустіно Рольдан Кордеро (ісп. Andrés Faustino Roldán Cordero; нар. 28 лютого 1950) — кубинський футболіст, який грав на позиції півзахисника. Відомий за виступами в кубинських клубах «Асукарерос» та «Сьєнфуегос», а також у складі національної збірної Куби.

## Клубна кар'єра
Андрес Рольдан розпочав виступи на футбольних полях у 1969 році в складі команди «Асукарерос», у складі якої двічі ставав чемпіоном Куби. У 1978 році став гравцем клубу «Сьєнфуегос», у складі якого ще раз став чемпіоном країни. завершив виступи на футбольних полях у 1990 році.

## Виступи за збірну
У 1971 році Андрес Рольдан розпочав виступи у складі національної збірної Куби. У складі збірної брав участь в Олімпійських іграх 1976 року в Монреалі, на якому кубинська збірна не зуміла вийти з групи, та Олімпійських іграх 1980 року в Москві, на якому збірна Куби, попри поразку з рахунком 0-8 від збірної СРСР, вийшла до чвертьфіналу турніру, де поступилася збірній Чехословаччини з рахунком 0-3. У складі збірної грав до 1981 року, загалом зіграв у її складі 35 матчів, у яких відзначився 3 забитими м'ячами.

## Титули і досягнення
- Переможець Ігор Центральної Америки та Карибського басейну: 1970, 1974, 1978
- Бронзовий призер Панамериканських ігор: 1971
- Бронзовий призер Ігор Центральної Америки та Карибського басейну: 1982